# Michael von Smyrna
Michael von Smyrna oder Michael von Bourla oder Michael Burlites (* um 1754 in Urla; † 1772 in Smyrna) ist ein Neumärtyrer der orthodoxen Kirche. Er wird dort als Heiliger verehrt. Sein Gedenktag ist der 16. April.

## Leben
Michael wurde in einem christlichen Elternhaus in Bourla (griechisch Βουρλά "Vourla", d. h. Marschland) im Golf von Izmir geboren. Die türkische Bezeichnung seines Geburtsortes lautet Urla.
Mit 18 Jahren musste er sich einem türkischen Kupferschmied verdingen. Bei diesem Muslim war es ihm unmöglich, seine christliche Fastenzeiten einzuhalten. Am Tage des Osterfestes hörte er die Gesänge der Christen und verließ die Werkstatt, um in die Kirche zu gehen.
Am darauffolgenden Tag begab er sich zum islamischen Richter, um zu erklären, dass er die Religion seiner Väter nicht verleugnen und verlassen wolle. Alle Versuche, ihn umzustimmen, schlugen fehl. Michael wurde ins Gefängnis geworfen und nach zwei Tagen erneut verhört. Als er da immer noch unbeugsam blieb, verurteilte ihn der muslimische Richter zum Tode, was Michael erfreut aufnahm. Er wurde enthauptet und nach drei Tagen ins Meer geworfen. Christen aus der Umgebung Smyrnas fanden seinen Leichnam und setzten ihn in der Kirche der heiligen Photina bei.

## Legende
Nach seiner Enthauptung soll Michaels Leib drei Tage lang schneeweiß geblieben sein.